# هلي كانيلا
هـِلـّي كانـّيلا (Helle Kannila؛ سافونلينا، 20 مايو 1896 - تامبيري، 3 نوفمبر 1972) مستشارة مكتبة و إحدى المطورين الرئيسيين لنظام المكتبة الفنلندي . عملت كانـّيلا مسيرة مهنية طويلة في منصب مدير مكتبة الدولة و محاضـِرة لعلم المكتبات بكلية العلوم الاجتماعية بجامعة تامبيري و أسست نظام المكتبات الفنلندية المستقلة و إعداد أمناء المكتبات. و بالإضافة إلى مهنة المكتبات ، كانت سياسية ليبرالية و رائدة في شؤون المرأة.